# Jan Jacob Verdenius
Jan Jacob Verdenius, né le 11 septembre 1973, est un fondeur norvégien. Il est spécialiste du sprint. 

## Carrière
Jan Jacob Verdenius participe à sa première épreuve en Coupe du monde en décembre 1993 à Davos. Le 17 décembre 2000, il monte sur son premier podium avec une deuxième place au sprint libre de Brusson. Onzee jours plus tard, il gagne sa première et unique victoire à l'occasion du sprint classique d'Engelberg. En fin de saison, il termine en tête du classement de la Coupe du monde de sprint et reçoit donc un petit globe de cristal. En février 2001, il gagne sa deuxième épreuve de sprint en Coupe du monde à Nové Město na Moravě.
Il a aussi participé à trois éditions des Championnats du monde, son meilleur résultat restant une dixième place au sprint en 2001.

## Palmarès

### Coupe du monde
- Meilleur classement général : 12e en 2001.
- Vainqueur de la Coupe du monde de sprint en 2001.
- 3 podiums individuels dont 1 victoire.